# Trận chiến hồ Trường Tân
Trận chiến hồ Trường Tân (tiếng Trung: 长津湖, tiếng Anh: The Battle at Lake Changjin, Hán-Việt: Trường Tân hồ) là một bộ phim điện ảnh thuộc thể loại chiến tranh - lịch sử - chính kịch của Trung Quốc công chiếu năm 2021 do bộ ba đạo diễn Trần Khải Ca, Từ Khắc và Lâm Siêu Hiền hợp tác đạo diễn và sản xuất bộ phim, với phần kịch bản do Lan Hiểu Long và Hoàng Kiến Tân chắp bút. Bộ phim có sự tham gia của hai diễn viên chính là Ngô Kinh và Dịch Dương Thiên Tỉ, cùng các diễn viên phụ gồm Đoàn Dịch Hoành, Trương Hàm Dư, Chu Á Văn, Lý Thần và Hồ Quân. Bộ phim tập trung miêu tả câu chuyện về những quân nhân trong đội Chí nguyện quân Nhân dân tham gia đấu tranh chống lại quân Mỹ trong cuộc chiến hồ Trường Tân, một phần của chiến tranh Triều Tiên.
Bộ phim có buổi công chiếu trên toàn cầu vào ngày 21 tháng 9 năm 2021 tại Liên hoan phim quốc tế Busan, và sau đó chính thức khởi chiếu tại các cụm rạp ở Trung Quốc từ ngày 30 tháng 9 năm 2021 và tại Hồng Kông, Ma Cao và Singapore từ ngày 11 tháng 11 cùng năm. Sau khi ra mắt, bộ phim thu về 913 triệu USD tại phòng vé trên toàn cầu,  (5,76 tỷ nhân dân tệ), trở thành bộ phim có doanh thu cao nhất năm 2021, đồng thời còn trở thành phim điện ảnh có doanh thu cao nhất mọi thời đại tại Trung Quốc (tính đến 2024)   (sau đó bị 'Natra 2: Ma đồng náo hải' soán ngôi vào ngày 6 tháng 2 năm 2025), bộ phim không phải tiếng Anh có doanh thu cao nhất, và bộ phim có doanh thu cao thứ nhì tính riêng trên thị trường. Bộ phim được các nhà phê bình và khán giả tại Trung Quốc đánh giá cao riêng các nhà phê bình Mỹ thì lại chỉ trích bộ phim đã cố tình bôi nhọ lịch sử. Dẫu vậy, bộ phim cũng đã giành được một số giải thưởng lớn.
Với kinh phí 1,3 tỷ nhân dân tệ (200 triệu USD), đây là bộ phim Trung Quốc có kinh phí đắt đỏ nhất mọi thời đại. Bộ phim được ủy quyền và cho phép phát hành thông qua buổi kiểm duyệt của Bộ Tuyên truyền Trung ương Đảng Cộng sản Trung Quốc như là một phần để kỷ niệm 100 năm ngày thành lập Đảng Cộng sản Trung Quốc.
Phần 2 của bộ phim chính thức lên lịch khởi chiếu vào ngày 1 tháng 2 năm 2022, tức mùng 1 Tết Nguyên đán ở Trung Quốc.

## Nội dung
Ngô Thiên Lý, chỉ huy Đại đội 7 của Quân đội Giải phóng Nhân dân, trở về nhà sau Nội chiến Trung Quốc. Anh nói với gia đình rằng anh trai Wu Baili đã tử trận. Được giao đất để phục vụ, anh hứa với bố mẹ sẽ xây cho họ một ngôi nhà. Tuy nhiên, Cộng hòa Nhân dân Trung Hoa lại tham gia vào Chiến tranh Triều Tiên, nên thời gian nghỉ phép của anh bị hủy bỏ. Em trai của Thiên Lý là Wanli yêu cầu đi cùng anh nhưng Thiên Lý khuyên em đừng đi.
Bộ phim chuyển sang ngày 15 tháng 9 năm 1950, nơi Trận chiến Incheon đang diễn ra. Chú thích ghi rằng vào ngày 7 tháng 7 năm 1950, Tướng MacArthur "tuyên chiến với Triều Tiên" và rằng "lực lượng không quân Hoa Kỳ đã ném bom rải thảm toàn bộ địa hình của kẻ thù". Bộ phim không đề cập đến cuộc xâm lược của Triều Tiên vào Hàn Quốc vào ngày 25 tháng 6 năm 1950. Sau đó, máy bay Hoa Kỳ ném bom bừa bãi một ngôi làng ở tỉnh An Đông, Trung Quốc, phía bắc sông Áp Lục...

## Diễn viên
- Ngô Kinh trong vai Wu Qianli, chỉ huy của Đại đội 7.
- Dịch Dương Thiên Tỉ trong vai Wu Wanli, lính Trung đội Pháo binh của Đại đội 7, em trai của Wu Qianli.
- Kevin Lee trong vai Đại tá Allan MacLean, sĩ quan chỉ huy Trung đoàn bộ binh 31 ("Polar Bears").
- John F. Cruz với tư cách Thiếu tướng Oliver P. Smith, chỉ huy chung Sư đoàn 1 Thủy quân lục chiến.
- C.T./Gao Mingyu Evans trong vai Thiếu tướng Edward Almond, tướng chỉ huy Quân đoàn X.
- Đoạn Dịch Hoành trong vai Tan Ziwei, chỉ huy Tiểu đoàn 3.
- Chu Á Văn trong vai Mei Sheng, chính trị viên của Đại đội 7.
- Lý Thần trong vai Yu Congrong, đội trưởng Đội cứu hỏa của Đại đội 7.
- Hồ Quân trong vai Lei Suisheng, chỉ huy Trung đội Pháo binh (Súng cối) của Đại đội 7.
- Hàn Đông Quân trong vai Ping He, một tay bắn tỉa trong Đại đội 7.
- Shi Pengyuan trong vai Zhang Xiaoshan, một người lính trẻ của Đại đội 7 kết bạn với Wanli; Diễn viên Tiêu Sơn lúc đóng phim mới 15 tuổi.
- Trương Hàm Dư là Song Shilun, phó tư lệnh Quân tình nguyện nhân dân, chỉ huy và chính ủy của Quân đoàn 9 PLA.
- Hoàng Hiên là Mao Ngạn Anh, con trai của Mao Trạch Đông, thư ký của Trụ sở Quân tình nguyện Nhân dân.
- Âu Hào là Yang Gensi, chỉ huy Đại đội 3, Trung đoàn 172, Sư đoàn 58, Quân đoàn 20.
- James Filbird trong vai Douglas MacArthur, Tổng tư lệnh của Bộ Tư lệnh Liên hợp quốc.
- Đường Quốc Cường trong vai Mao Trạch Đông, Chủ tịch Đảng Cộng sản Trung Quốc, Chủ tịch Ủy ban Chính phủ Nhân dân Trung ương và Chủ tịch Ủy ban Quân sự Cách mạng Nhân dân của Chính phủ Nhân dân Trung ương.
- Zhou Xiaobin với tư cách Bành Đức Hoài, tư lệnh kiêm chính ủy Quân tình nguyện nhân dân, phó chủ tịch Quân đội cách mạng nhân dân.
- Lin Yongjian là Đặng Hoa, phó tư lệnh thứ nhất và phó chính ủy thứ nhất của Quân tình nguyện nhân dân.
- Wang Wufu là Zhu De, bí thư Ban Bí thư Đảng Cộng sản Trung Quốc, phó chủ tịch Ủy ban Chính phủ Nhân dân Trung ương và phó chủ tịch Ủy ban Quân sự Cách mạng Nhân dân của Chính phủ Nhân dân Trung ương .
- Lưu Sa là Lưu Thiếu Kỳ, Bí thư Ban Bí thư Đảng Cộng sản Trung Quốc, Phó Chủ tịch Ủy ban Chính phủ Nhân dân Trung ương và Phó Chủ tịch Ủy ban Quân sự Cách mạng Nhân dân của Chính phủ Nhân dân Trung ương.
- Liu Jing là Chu Ân Lai, bí thư Ban Bí thư Đảng Cộng sản Trung Quốc, thủ tướng Cộng hòa Nhân dân Trung Hoa, ngoại giao bộ trưởng và phó chủ tịch Ủy ban Quân sự Cách mạng Nhân dân của Chính phủ Nhân dân Trung ương.
- Lu Qi vai Đặng Tiểu Bình, phó chủ tịch Ủy ban hành chính quân sự Tây Nam và chính ủy của Quân khu Tây Nam.

## Giải thưởng và đề cử
| Năm  | Lễ trao giải                              | Thể loại                        | Người nhận                           | Kết quả | Tham khảo |
| ---- | ----------------------------------------- | ------------------------------- | ------------------------------------ | ------- | --------- |
| 2022 | Giải thưởng Điện ảnh Hồng Kông lần thứ 40 | Biên tập phim xuất sắc nhất     | Mak Chi Sin, Li Dianshi, He Yongyi   | Đề cử   | [ 16 ]    |
| 2022 | Giải thưởng Điện ảnh Hồng Kông lần thứ 40 | Thiết kế âm thanh hay nhất      | Wang Danrong, Steve Burgess, Yin Jie | Đề cử   | [ 16 ]    |
| 2022 | Giải thưởng Điện ảnh Hồng Kông lần thứ 40 | Hiệu ứng hình ảnh xuất sắc nhất | Tsui Hark, Dennis Yeung, Wang Lei    | Đề cử   | [ 16 ]    |